# Życie Tatarskie (1934–1939)
Życie Tatarskie. Wydawnictwo Oddziału Związku K.O. Tatarów w Wilnie – miesięcznik wydawany w Wilnie w latach 1934-1939. Wydawcą był oddział wileński Związku Kulturalno Oświatowego Tatarów. Redaktorem naczelnym był Stefan Tuhan-Baranowski.